# Changing Faces (Bros)
Changing Faces (UK #18) è il terzo ed ultimo album in studio dei Bros. È il primo album dove a comporre i brani sono Matt Goss e Luke Goss, senza il supporto di Nick Graham. La produzione è invece affidata a Gary Stevenson.
Due singoli vengono estratti: "Are You Mine ?" a luglio e "Try" ad ottobre.
Uscito a ridosso di ottobre 1991, arriva a più di due anni di distanza dal precedente The Time. Il disco verrà ristampato dall'etichetta Cherry Pop nel 2012 con una manciata di bonus - tracks.
Il tentativo di rilancio (la band era reduce dal crack finanziario conseguente al tour americano in supporto a Debbie Gibson di fine 1989) fallisce al cospetto di un sostanziale disinteresse da parte dei media ma anche in ragione di un 1990 turbolento laddove il duo finisce sotto i riflettori a causa del gossip che trova terreno fertile in una crisi di stallo economico che li porta sull'orlo della bancarotta.

## Il disco
L'album è preceduto dal lento "Are you mine ?" (UK #12) e seguito dalla pubblicazione di "Try" (UK #27) dove a suonare il basso è Mark King dei Level 42.
"Changing Faces" non viene accolto bene dalla critica; le recensioni più in vista sui tabloid britannici puntano il dito sui testi eccessivamente misogini di Matt Goss e bocciano il tentativo di allineare il sound a quello di George Michael.
"Persa la loro boria", scrive Q magazine, "rimane davvero poco".
In piena promozione, a ridosso di Natale, Luke Goss comunica al fratello la volontà di sciogliere la band.

## Tracce
1. "Try"
2. "Never Love Again"
3. "Just Another Tear"
4. "Leave Me Alone"
5. "Are You Mine ?"
6. "Changing Faces"
7. "You're My Life"
8. "Don't Go Loving Me Now
9. "Shot In The Back"
10. "Break My Silence"
11. "Try" (extended remix) - nella riedizione del 2012
12. "Shelter" - nella riedizione del 2012
13. "Are You Mine ?" (12" mix) - nella riedizione del 2012
14. "Are You Mine ?" (Instrumental mix) - nella riedizione del 2012